# Anthurium warintsense
Anthurium warintsense är en kallaväxtart som beskrevs av Thomas Bernard Croat. Anthurium warintsense ingår i släktet Anthurium och familjen kallaväxter. Inga underarter finns listade.